# 水河镇
水河镇，是中华人民共和国山东省东平县曾经下辖的一个乡镇。其前身为1984年建立的水河乡，1994年撤乡设镇。该乡镇于2001年撤销并入老湖镇，存在时长共七年。

## 历史
水河镇辖境历属于东平国、东平郡、东平府、东平路、东平州。清朝至民国初年，水河镇分属东平州北乡义古保、义方保、义恭保三保。保甲制度废除后属东平二区。1938年下半年日军进入东平并在水河镇境内修建据点，第二年中国共产党在东平二区建立抗日区公所、区委和区队。1944年五月，中共二区区队与东平县县大队攻克了三区所有日军据点，并于同年11月在梁林村击溃伪军部队，水河镇至此全境处于中国共产党控制下。
1949年至1955年水河镇一带仍属东平县二区，至1953年8月，东平二区下辖有11个乡和60个村。当时东平二区下辖的乡分别为：
路口乡、秦海子乡、王台乡、展营乡、高沟乡、水河乡、卞庄乡、焦铺乡、郭楼乡、宋园乡、涧流乡。
1955年11月，三区改名王台区，并对乡镇进行了调整，此时王台区下辖9个乡镇。1956年，再度合并乡镇，此时王台区下辖王台乡、宋村乡、秦海子乡和后水河乡四个乡镇，1958年2月撤区并乡，成立王台乡，同年十月，人民公社运动兴起，王台乡合并入黄花园公社。1959年8月，水河公社自黄花园公社析出。10月，东平县撤销，水河公社划归平阴县，1962年1月，东平县恢复，水河公社复属东平，同年3月，黄花园公社并入水河公社。
1984年，政社分开，水河公社改为水河区，下辖桓村、水河、王台、二十里铺、茶棚五个乡和黄花园镇一个镇。1985年12月，再度撤区并乡，撤销桓村、王台两乡并入水河乡，原来王台乡七里铺、展营等村庄划归老湖镇。1994年7月15日，水河乡改为水河镇。2001年初，水河镇撤销，并入老湖镇。

## 地理环境
水河镇位于东平县中部，东平县城以西，东临梯门乡和宿城镇，西接老湖镇，北与平阴县洪范池镇接壤，南隔大清河与州城镇相望。面积39.66平方公里。行政驻地位于镇辖区中部的上水河村，距离东平县城约19公里。其辖区东西宽6公里，南北长11公里，呈纺锤形。
水河镇整体地势西北高东南低，平原与山地丘陵地貌各居约一半。西北部的水牛山海拔407米，为水河镇地面海拔最高点，北部的偏山为东平县与平阴县的界山。东南部与宿城镇交界处的稻屯洼海拔39.8米，为水河镇地面最低点。大清河流经水河镇南端。
气候方面，水河镇的气候属暖温带季风性大陆气候，年平均无霜期200天。土壤方面，水河镇西北部山丘地带属于褐土区，土壤瘠薄，东南部平原地带则为土质较好的湿潮土区。资源方面，水河镇矿产资源有金矿、铁矿、石英、石灰岩、木鱼石、黑玛瑙、花岗岩、麦饭石等等。其中水河镇境内的木鱼石储量达5000万立方米。

## 行政区划
1991时，水河乡下辖24个行政村、43个自然村和4个管理区，行政驻地位于上水河村。1985年时其所辖行政村兹列举如下（时辖25个行政村，括号内为该行政村一并下辖的自然村）：
上水河村、前水河村（焦庄）、沈铺村、簸箕峪村（北庄）、梁林村（西山庄、北山庄）、宋村、周林村（王庄、秦庄、桂花庄、肖庄、陈庄、郑沟、侯庄）、桓村、单楼村、郭楼村、焦铺村、柳村、杨村、段庄村、高沟村（小陈庄）、袁沟村、冯家村（东展楼）、后水河村、毛瓮村（郭庄）、芦山村（吕庄）、朱庄村、展庄村、付庄村、李台村和王台村（林台）。

## 经济
1999年，水河镇工农业总产值为1.12亿元。农业方面，当年水河镇共有耕地2105公顷，粮食总产量1.5万吨，农民人均纯收入为2272元。水河镇的工业主要有地毯加工业、工艺品加工业、食品工业、苇编手工业、石料和水泥制件等。水河镇重视外向型经济发展，利用玛瑙、木鱼石等资源制作项链、茶具等工艺品，利用水生芦苇制作苇屏风等，这些工艺品许多出口到了海外。1993年时，水河乡财政收入148万元。

## 人口
水河镇境内有汉、回两个民族，1999年，水河镇人口自然增长率为1.95‰。
根据2000年中国第五次人口普查的数据，2000年末，水河镇共有人口22621人，占东平县总人口的3.12%。其中男性11375人，占总人口的50.29%，女性11246人，占总人口的49.71%。共有家庭6381户，家庭户总人口21938人，平均每户3.44人。十四岁以下儿童共5020人，占总人口22.19%；15至64岁人口共15143人，占总人口66.94%；65岁及以上的老年人共2458人，占总人口10.87%。本地居住的人口中，有21781人拥有本地户籍，占总人口的96.29%。

## 基础设施
文化教育方面，1999年，水河镇有中学一所，在校学生1418人；小学12所，在校学生2732人。1993年时幼儿园10处，在园儿童460名。医疗方面，1993年，水河乡有一处卫生院和23处村卫生室，其中水河中心卫生院为一级甲等医院，甲级卫生室有8所。水河镇境内还有敬老院一处。
交通运输方面，1993年时，水河乡共有道路6.1万米，其中旧县—后屯公路横亘水河乡东西，072省道贯穿水河乡南北。

## 文物古迹
水河镇境内文物古迹有梁氏墓群、孙奭墓、黄石悬崖、王陵山汉墓群以及众多的聚落遗址等。

### 引用
1. 1 2  东平县民政局 2005，第69頁
2. 1 2  中华人民共和国统计局. . 2000. （原始内容存档于2012-04-07）.
3. ↑  东平县地名委员会办公室 1993，第16頁
4. 1 2 3 4  东平县史志办公室. .   [2019-07-19]. （原始内容存档于2019-07-30）.
5. 1 2 3  东平县史志办公室. .   [2019-07-19]. （原始内容存档于2019-07-30）.
6. ↑  东平县民政局 2005，第63頁
7. ↑  东平县民政局 2005，第64-66頁
8. ↑  东平县民政局 2005，第67頁
9. ↑  东平县民政局 2005，第72頁
10. ↑  山东省东平县志编纂委员会. .   [2019-07-18]. （原始内容存档于2021-06-01）.
11. 1 2 3 4 5  泰安市人民政府《泰安年鉴》编辑部. . （原始内容存档于2019-08-06）.
12. ↑  东平县史志办公室. .   [2019-07-19]. （原始内容存档于2019-07-30）.
13. 1 2  东平县地名委员会办公室 1993，第3頁
14. 1 2 3  郑成尧; 孙瑞琪. . （原始内容存档于2019-08-06）.
15. ↑  东平县史志办公室. .   [2019-07-19]. （原始内容存档于2019-07-30）.
16. ↑  东平县史志办公室. .   [2019-07-19]. （原始内容存档于2019-07-30）.
17. ↑  东平县史志办公室. .   [2019-07-19]. （原始内容存档于2019-07-30）.
18. ↑  东平县史志办公室. .   [2019-07-19]. （原始内容存档于2019-07-30）.
19. ↑  东平县史志办公室. .   [2019-07-19]. （原始内容存档于2019-07-30）.
20. ↑  东平县史志办公室. .   [2019-07-19]. （原始内容存档于2019-07-30）.
21. ↑  东平县史志办公室. .   [2019-07-19]. （原始内容存档于2019-07-30）.
22. 1 2  东平县史志办公室. .   [2019-07-19]. （原始内容存档于2019-07-30）.
23. ↑  东平县史志办公室. .   [2019-07-19]. （原始内容存档于2019-07-30）.
24. ↑  东平县史志办公室. .   [2019-07-19]. （原始内容存档于2019-07-30）.
25. ↑  东平县史志办公室. .   [2019-07-19]. （原始内容存档于2019-07-30）.